# Кванхэ-гун (ван Чосона)
Кванхэ́-гун (кор. 광해군, 光海君, Gwanghaegun) — 15-й ван корейского государства Чосон, правивший с 17 марта 1608 по 12 апреля 1623 года. Фамилия и первоначальное имя — Ли Хон (кор. 이혼, 李琿, Yi Hon).
Кванхэ-гун был лишён власти, поэтому ему не было присвоено ни храмового имени, ни посмертных почётных титулов.

## Биография
Король Сонджо, не имевший сыновей от главной жены, назначил наследником престола второго по старшинству принца Кванхэ, сына незнатной наложницы Кон. Но после смерти первой жены Сончжо взял в жёны Инмок, в 1606 году родившую ему сына сын Ёнчхана.
Со смертью отца весной 1608 года Кванхэ, оставаясь официальным наследником престола, занял трон и решил расправиться с теми представителями королевской семьи, вокруг которых объединялись оппозиционные силы. В 1609 году он казнил старшего брата Имхэ-гуна, обвинив его государственной измене. Мать младшего брата Ёнчхан-гуна, вдовствующую королеву Инмок, поселили в заточении. Самого Ёнчхан-гуна Кванхэ-гун не решился убить, а низвёл его статус до простолюдина и сослал на остров Канхвадо. Там он прожил до 1614 года, где был убит по приказу губернатора острова в восьмилетнем возрасте.
Несмотря на кровавый приход к власти, правление Кванхэ-гуна было мирным, он уделял значительное внимание делам государства. В его правление в Корее началась земельная реформа. В частности, были произведены учёт и перераспределение земель в столичной провинции Кёнги. В 1608 году был издан указ об унификаций податей (закон тэдонпоп), и в пределах той же столичной провинции натуральную подать начали заменять на выплаты зерном.

## Внешняя политика
Условия, в которых приходилось тогда действовать корейской дипломатии, были непростыми. С одной стороны, государство Чосон оставалось союзником империи Мин. В Пекине ожидали, что Корея окажет китайским войскам поддержку в борьбе усилившейся маньчжурской опасностью и постоянно требовали прямой военной помощи. С другой стороны, непосредственно гранича с Маньчжурией, Корея была крайне уязвима для рейдов кочевой конницы. Кванхэ-гун, как трезво мыслящий политик, хорошо понимал, что империя Мин находится в глубоком кризисе и что в Восточной Азии вкладывается новое соотношение сил. В этой обстановке Кванхэ-гун с немалым мастерством проводил политику лавирования между двумя соседями.
В 1610, 1611 и 1614 годах в столице империи Мин побывали корейские посольства. В начале 1619 года Чосон была вынуждена уступить давлению Пекина. Корейский двор направил в Маньчжурию 13-тысячный экспедиционный корпус, который должен был действовать в составе китайской армии против маньчжурских войск. Одновременно Кванхэ-гун сообщил правителю Поздняя Цзинь Нурхаци (1616—1626) о том, что это решение является вынужденным, а командир корейского корпуса Кан Хон (1560—1627) получил секретный приказ, который предписывал не оказывать маньчжурам активного сопротивления, при неприятном для минской армии повороте боя — сдаться вместе со своими солдатами. Корейское правительство стремилось сохранить дружественное отношение с обеими сторонами.
При Кванхэ-гуне отношение с Японией после семилетней войны и долгих переговоров дали положительные результаты для обеих сторон. В 1609 году было установлено дипломатические отношение между Чосоном и сёгунатом Токугава и соглашение о торговле с княжеством Цусима. 1617 году Кванхэ-гун в ответ на приглашение со стороны японцев направил посольство во главе О Юнгёмом.
Корейская сторона поздравила сёгуна Токугаву Хидэтаду с победой над Осакой.
В 1623 году Кванхэ-гун был свергнут в результате дворцового переворота и отправлен в ссылку на остров Канхвадо, а затем на Чеджудо. Трон занял его племянник Инджо (1623—1649). Умер Кванхэ-гун в 1641 году в ссылке в возрасте 66 лет.

## Семья
- Отец: Сонджо (선조)
- Мать: королева-консорт Кон из рода Ким (공빈 김씨)
- Жена: королева-консорт Мунсо́н из рода Ю (문성군부인 유씨, 15 августа 1576 — 31 октября 1623)[3][4]
  - Сын — свергнутый наследный принц (폐세자, личное имя Ли Джи (이지), 31 декабря 1598 — 22 июля 1623)
- Наложницы и их дети:
  - Хон Сои (소의 홍씨) — нет детей
  - Юн Сои (소의 윤씨)
    - дочь (1619—1664)

  - Хо Суги (숙의 허씨) — нет детей
  - Вон Суги (숙의 원씨) — нет детей
  - Квон Суги (숙의 권씨) — нет детей
  - Им Соён (소용 임씨) — нет детей
  - Чон Соён (소용 정씨) — нет детей
  - Син Совон (소원 신씨) — нет детей
  - Сим Совон (소원 심씨) — нет детей
  - Чо (궁인 조씨) — нет детей
  - Ли (상궁 이씨) — нет детей
  - Кимгэ-си (상궁 김씨, 김개시)[5] — нет детей
  - Чхве (상궁 최씨) — нет детей.

## В массовой культуре
- Фильм «Маскарад»[англ.], роль Кванхэ-гуна исполняет актёр Ли Бёнхон. 2012 г
- Телесериал «Лицо короля»[англ.], актёр Со Ингук. 2014 г.
- Телесериал «Впечатляющая политика»[англ.], Кванхэ-гуна играют Ли Тхэхван[англ.] и Чха Сынвон[англ.] 2015 г.
- Фильм Воины рассвета[англ.], актёр Ё Джингу. 2017 г.
- Сериал «Коронованный шут»[англ.], актёр Ё Джингу[англ.]. 2019 г.
- Фильм «Мастер меча»[англ.], актёр Чан Хёнсон[англ.]. 2020 г.
- Клип «Daechwita», в роли Кванхэ-гуна представлен Мин Юнги
- Книга: Ксения Хан. «Дракон в свете луны». М., Эксмо, 2022 ISBN 978-5-04-112012-2 (один из основных персонажей)